# Intériorisation des bénéfices
L’intériorisation des bénéfices consiste pour une entreprise à dépenser plus pour croître plus vite.
L'entreprise augmente par exemple les dépenses de recherche ou de prospection, embauche des commerciaux, des ingénieurs, ou baisse ses prix de vente, afin de gagner des clients et des parts de marché. L’entreprise réalise peu ou pas de bénéfice mais elle grandit plus vite, et son cours de bourse peut anticiper cette croissance.
Cette méthode est surtout efficace lorsque l'entreprise a affaire à des investisseurs et des analystes financiers connaissant bien son secteur d'activité, acceptant les risques liés à cette politique de croissance et qu'elle leur donne accès aux informations permettant de juger avec pertinence et précision de sa stratégie.
C'est en particulier le cas de secteurs de haute-technologie où les actionnaires peuvent comparer les nombreuses entreprises du même secteur, toutes cotées en Bourse, avec en priorité pour les capitaux propres. Les actionnaires peuvent mieux comprendre leur fonctionnement, suivre de près l'évolution du chiffre d'affaires et du carnet de commandes de leurs différents produits, lorsque ces entreprises jouent le jeu d'une certaine transparence.
Au plan purement fiscal, l'intériorisation des bénéfices permet de minimiser le poids de l'impôt sur les sociétés, dans les pays où il est élevé. Les actionnaires se rémunèrent surtout lorsque le cours de Bourse progresse à long terme. Les plus-values ainsi obtenues, en cas de réussite, sont en général d'une ampleur telle que même une fiscalité sur les plus-value élevées n'est pas de nature à décourager l'investisseur.
Ce choix est manifeste pour les entreprises de haute-technologie, financées par du capital-risque. La majorité meurent en cours de route, mais celles qui réussissent voient fréquemment leur valeur multipliée par 20 ou 30 en dix ans.
L'intériorisation des bénéfices est le contraire de l'extériorisation des bénéfices, qui consiste à réduire les dépenses, ou augmenter les prix de vente, quitte à sacrifier la croissance à long terme, afin d'assurer à court terme une rémunération attractive aux actionnaires sous forme de dividendes ou de rachats d'action.